# 2069
Rok 2069 (MMLXIX) gregoriánského kalendáře začne v úterý 1. ledna a skončí v úterý 31. prosince.

## Předpokládané a naplánované události
- 150. výročí založení studia United Artists
- 28. června – 100. výročí od vypuknutí Stonewallských nepokojů
- 16. července – 100. výročí zahájení mise Apollo 11
- 15. listopadu – 100. výročí založení řetězce rychlého občerstvení Wendy's